# Maureen Brunt
Maureen Brunt (* 20. Dezember 1982 in Portage, Wisconsin) ist eine US-amerikanische Curlerin.
Brunt war Teil des US-amerikanischen Curling-Olympiateams bei den Olympischen Winterspielen 2006 in Turin. Sie spielte auf der Position des Third neben ihren Teamkolleginnen Skip Cassandra Johnson, Third Jamie Johnson, Second Jessica Schultz und Alternate Courtney George. Das Team belegte gemeinsam mit dem dänischen Team den 8. Platz.